# Суперкубок Грузії з футболу 2005
Суперкубок Грузії з футболу 2005 — 5-й розіграш турніру. Матч відбувся 14 вересня 2005 року між чемпіоном Грузії клубом Динамо (Тбілісі) та володарем кубка Грузії клубом Локомотив.
| Володар Суперкубка Грузії 2005   |
| -------------------------------- |
|                                  |
| Динамо (Тбілісі) Четвертий титул |

## Матч

### Деталі
| 14 вересня 2005 |

| Динамо (Тбілісі) | 1:0 | Локомотив |
| ---------------- | --- | --------- |
|                  |     |           |

| Центральний стадіон, Батумі |